# 許憲
許 憲（ホ・ホン、きょ けん、1885年7月22日 – 1951年8月16日）は、朝鮮の政治家、弁護士、独立運動家。

## 人物
朝鮮王朝時代の咸鏡北道明川郡に生まれる。普成専門学校を経て、日本の明治大学法学部を卒業し、1907年には大韓帝国の弁護士試験に合格した。
1919年の三・一独立運動では、抗日派の代表的な弁護士として活躍した。その後は、朝鮮共産党の創党に参加し、コミンテルンの承認を得るために送られた曺奉岩が1928年2月に上海で日本の領事館警察に逮捕された事に伴い、京城地方裁判所において無償で彼の弁護を担当した。光州学生事件後のデモに関与して逮捕され、弁護士資格を剥奪、1943年には禁止されていた海外の短波放送を聴取した廉で逮捕され、1945年8月の解放まで収監された。同年9月4日に、朝鮮建国準備委員会全体会議で副委員長に選任され、9月7日には朝鮮人民共和国の国務総理に就任した。

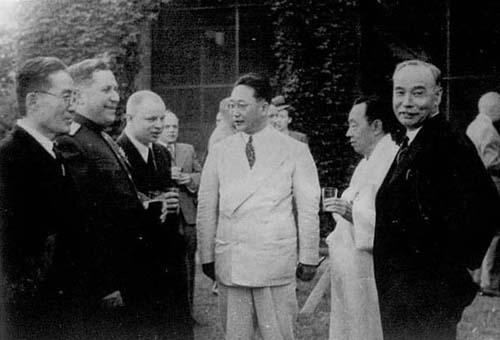
1947年5月の第2次米ソ共同委員会にて左端（右端は呂運亨・真ん中は金奎植）

1946年2月15日には、民主主義民族戦線の共同議長に推戴された。1947年8月11日に、在朝鮮アメリカ陸軍司令部軍政庁は南朝鮮労働党の党首である許憲に対する逮捕令を取り下げながらも、韓国における共産主義活動を不法であると宣言した。1948年に朝鮮民主主義人民共和国（北朝鮮）が建国されると最高人民会議議長・金日成総合大学学長となった。1951年8月に川で事故死。愛国烈士陵に埋葬されている。
娘・貞淑は崔昌益夫人となり、夫が8月宗派事件で粛清・刑死した後も朝鮮労働党の最高幹部として生き長らえた。